# Daiana Milone
Daiana Milone (* 26. November 1988 in Lanús) ist eine argentinische Fußballschiedsrichterassistentin.
Seit 2013 steht Milone auf der Liste der FIFA-Schiedsrichter und leitet internationale Fußballpartien. Im November 2017 debütierte sie in der argentinischen Primera División.
Milone war unter anderem Schiedsrichterassistentin bei der Copa Libertadores Femenina 2014 (als Assistentin von Florencia Romano), bei der U-17-Weltmeisterschaft 2016 in Jordanien, bei der Copa Sudamericana 2020 und 2021, bei der Copa Libertadores 2020, 2021 und 2022 sowie bei der Copa América 2022 in Kolumbien, bei der sie gemeinsam mit Mariana de Almeida als Assistentin von Laura Fortunato unter anderem das Finale zwischen Kolumbien und Brasilien (0:1) mit leitete. Zudem wurde Milone für die Weltmeisterschaft 2023 in Australien und Neuseeland nominiert. 